# تيد باتون
تيد باتون (بالإنجليزية: Ted Patton)‏ هو مجدف أمريكي، ولد في 18 فبراير 1966 في نيويورك في الولايات المتحدة.

## وصلات خارجية
- تيد باتون على موقع الاتحاد الدولي للتجديف (الإنجليزية)
- تيد باتون على موقع اللجنة الأولمبية الدولية (الإنجليزية)
- تيد باتون على موقع أوليمبيديا (الإنجليزية)